# 松山市立椿小学校
松山市立椿小学校（まつやましりつ つばきしょうがっこう）は、愛媛県松山市にある公立小学校である。

## 沿革
- 昭和51年（1976年）4月1日 - 松山市立椿小学校創立（松山市立石井小学校から分離）
  - 9月 - 校章制定
  - 2月 - 校歌制定
  - 3月 - 校旗制定、椿小学校創立並びに校舎・体育館落成記念式典
- 52年2月 - 増築校舎（8教室）
- 53年4月 - 増築校舎・プール落成式
- 令和元年（2019年） - マンホールトイレ設置

## 校区
- 松山市

市坪南1〜3丁目、
市坪北1・2丁目、
市坪西町、
和泉南5・6丁目、
古川北2〜4丁目、
古川西1〜3丁目、
古川南1〜3丁目(椿宮団地を除く)

## 所在地
〒790-0941
愛媛県松山市和泉南6丁目